# Taguahelix francesci
Taguahelix francesci är en snäckart som först beskrevs av Webster 1904.  Taguahelix francesci ingår i släktet Taguahelix och familjen punktsnäckor. Inga underarter finns listade i Catalogue of Life.